# Euorodalus tersus
Euorodalus tersus är en skalbaggsart som beskrevs av Wilhelm Ferdinand Erichson 1848. Euorodalus tersus ingår i släktet Euorodalus och familjen Aphodiidae. Inga underarter finns listade i Catalogue of Life.